# Армія визволення Прешева, Медведжі і Буяноваца
Армія визволення Прешева, Медведжі та Буяноваца (UÇPMB) — незаконне албанське мілітаристське угруповання, що боролося за відокремлення від Союзної Республіки Югославії трьох муніципалітетів: Прешева, Буяноваца та Медведжі, де основну частину населення складають албанці (ці місцевості межують із Косовом, де албанці становлять абсолютну етнічну більшість).